# Березинский, Юрий-Мирослав Романович
Юрий-Мирослав Романович Березинский (укр.  Юрій-Мирослав Березинський; известен под псевдонимом «Зюк», 1 февраля 1912, Княже, Округ Золочев, Галиция, Австро-Венгрия — 30 ноября 1932, Городок, Львовского воеводства Польской Республики) — видный деятель ОУН, боевик, убил комиссара польской полиции во Львове Эмилиана Чеховского. Родной брат жены Романа Шухевича Натальи Березинской.

## Биография
Сын священника. Его сестра Наталья была женой Романа Шухевича, руководителя ОУН(б) и главнокомандующего Украинской повстанческой армией (УПА) с мая 1943 года до 1950 года.
Учился во Львовском университете. Активный член УВО и ОУН, участник боевой группы «Богдановка». Партийный псевдоним — «Зюк».
22 марта 1932 Ю. Березинский совершил убийство Эмилиана Чеховского, начальника украинского отдела следственной полиции во Львове, который активно занимался разработкой украинского подполья, руководил следствием по всем важным делам пойманных членов ОУН, за что и был приговорён подпольем к смертной казни. Подпольщики знали, что Чеховский происходил из украинского рода, но стал активно помогать полякам бороться против украинского освободительного движения. Поэтому руководство ОУН приняло решение наказать его за антиукраинскую работу, а заодно превратить теракт в публичную акцию, продемонстрировав всему обществу, что подполье действует и ведёт борьбу. Это покушение стало одним из самых громких политических убийств, совершенных деятелями ОУН в 1930-е годы. В апреле 1932 был арестован польской полицией по подозрению в принадлежности к УВО, однако вскоре освобождён за недостатком улик.
Ю. Березинский — руководитель группы экспроприаторов ОУН, совершивших 30 ноября 1932 года нападение на польскую почту в городе Городок. Кроме него, в числе нападавших были Дмитрий Данилишин, Василий Билас, Мариян Жураковский, Петр Максимцев, Степан Долинский, Степан Куспись, Степан Мащак, Владимир Старик, Григорий Файда, Степан Цап и Григорий Купецкий. Нападавшие, натянув на лица маски, подобрались к зданию почты с двух разных сторон улицы, затем разбились на четыре группы: одни вошли в помещение почты, вторые направились к кассе, третья группа блокировала телефонные аппараты, четвёртая осталась в коридоре для прикрытия. Но нападение сложилось неудачно. Неожиданностью для боевиков стало то, что все почтовые служащие, вопреки инструкциям имели при себе револьверы. Как только боевики зашли в зал и предложили всем поднять руки вверх, на них посыпались выстрелы, а двери кассы заперлись. По другим данным, первым стрелять начал именно Березинский, который контролировал пять работников почты. Не тратя времени, Дмитрий Данилишин выстрелил несколько раз в дверь кассы, выбил окно, через которое выдавались деньги, а Василий Билас через это окно проник в кассу и забрал деньги. После этого Билас и Данилишин немедленно выбежали из дома, дав условленный знак боевикам, что следует отступать. Когда боевики выбегали с почты, в них стали стрелять из домов, расположенных возле почтового отделения. В ходе завязавшейся перестрелки, Березинский получил серьёзное ранение. Чтобы не попасть живым в руки поляков застрелился.
Похоронен на кладбище г. Городок Львовской области.